# Stiftschor

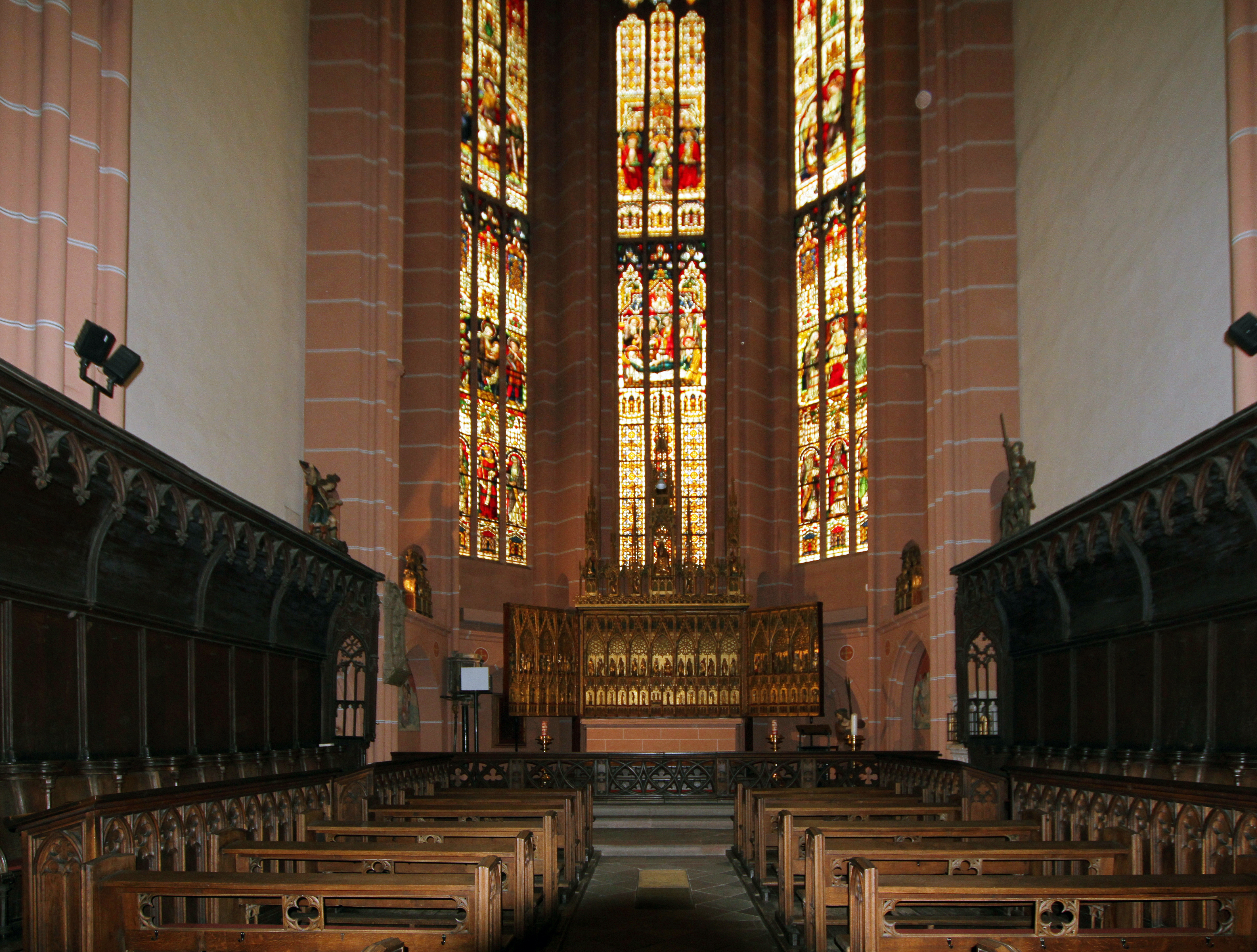
Chor und Hochaltar der Liebfrauenkirche Oberwesel

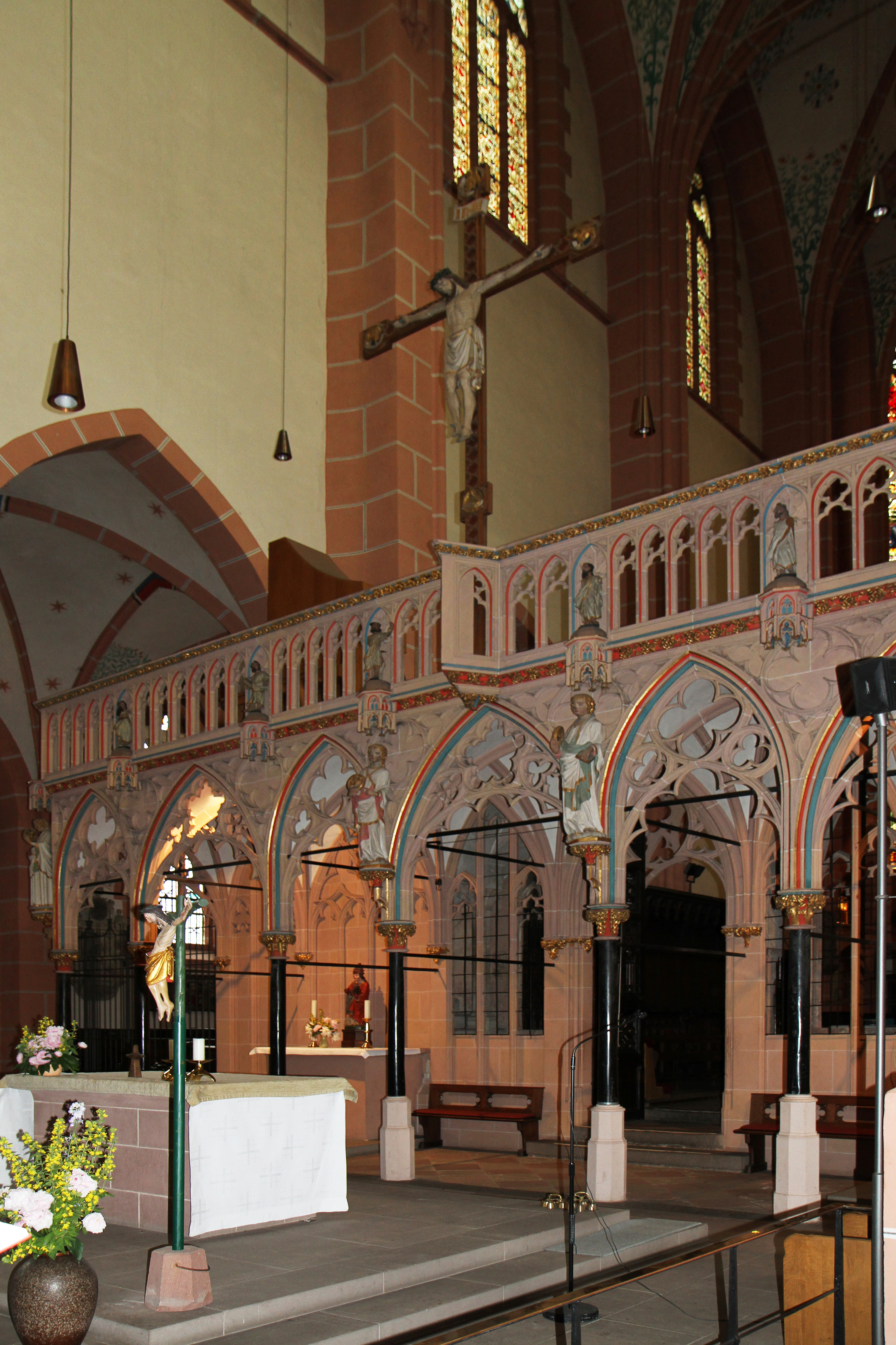
Der Lettner in der Liebfrauenkirche Oberwesel

Stiftschor ist die Bezeichnung für den Chor einer historischen Stiftskirche sowie für die Künstler, die in einer musikalischen Gruppe |Chor|Lieder singen, heißt Stiftschor. 
```
Dieser meist nach Osten weisende Bauteil hatte dieselbe Funktion wie die Chöre aller Kirchen, die der Liturgie eines 
Klosters
, 
Kollegiatstifts
 oder 
Kathedralkapitels
 dienten. Er enthielt den Hauptaltar und das 
Chorgestühl
 für den 
Konvent
 und war vom 
Langhaus
 der 
Laien
 durch den 
Lettner
 abgetrennt.
```